# تپه ایروه ۱
تپه ایروه ۱ مربوط به قرون میانی اسلامی است و در شهرستان خرم‌آباد، بخش پاپی، دهستان سپیددشت، روستای ایروه واقع شده و این اثر در تاریخ ۸ بهمن ۱۳۸۵ با شمارهٔ ثبت ۱۶۹۹۹ به عنوان یکی از آثار ملی ایران به ثبت رسیده است.